# Василіск

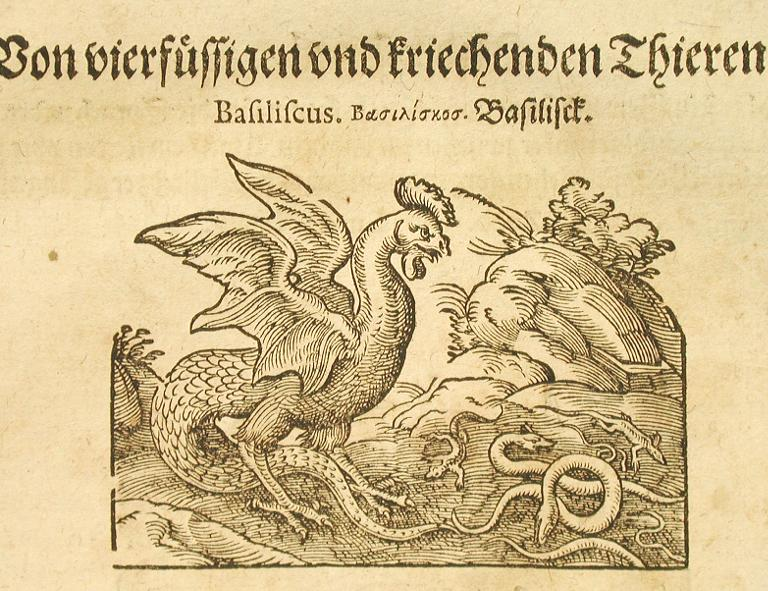
Василіск, ілюстрація 1584 року Йоста Аммана (з книги «Природнича історія» Плінія Старшого)

Василіск (від грецької βασιλίσκος — «маленький цар») — міфічна тварина, яка мала голову півня, хвіст змії (дракона) та тулуб жаби.
Міф про цю істоту виник ще за часів античності, але найчастіше василіск згадується саме у середньовічному епосі та сказаннях.

## Історичний нарис та легенди
За легендами василіск міг вилупитися лише з яйця, знесеного у дні собачої зірки Сіріуса семирічним старим чорним півнем. Яйце, яке мало незвичну сферичну форму, повинна була висидіти жаба у гною.
Так, у середньовічному трактаті XII ст. святого Хільдегарда Бінгенського зустрічається такий опис василіска:
|  | Коли одного разу жаба відчула себе вагітною, вона побачила яйце змії, сіла на нього для висиджування, очікуючи, що на світ з'являться її власні дитинчата. Останні загинули; однак вона продовжувала сидіти на зміїному яйці, поки в ньому не заворушилося життя, на яке в той же час подіяла сила райського змія … Гадюченя розбило шкаралупу, вийшло з нього і відразу ж немов би видихнуло сильний струмінь вогню … він вбиває все, що зустрічається у нього на шляху |

Саме тому за стародавніми міфами та переказами чудовисько мало вигляд крилатого змія з головою півня. На середньовічних гравюрах та ілюстраціях книг василіска часто зображували у вигляді потвори, яка мала півнячий гребінь, схожий на діадему (звідси й назва — «маленький цар») або ж просто біла відмітина, лебедині або кажанові крила, драконячий хвіст та пташині лапи. Василіск був невеликих розмірів — не більше одного фута, хоча доволі часто його зображували і набагато більшим. Подекуди «царя зміїв» малювали з обличчям людини.

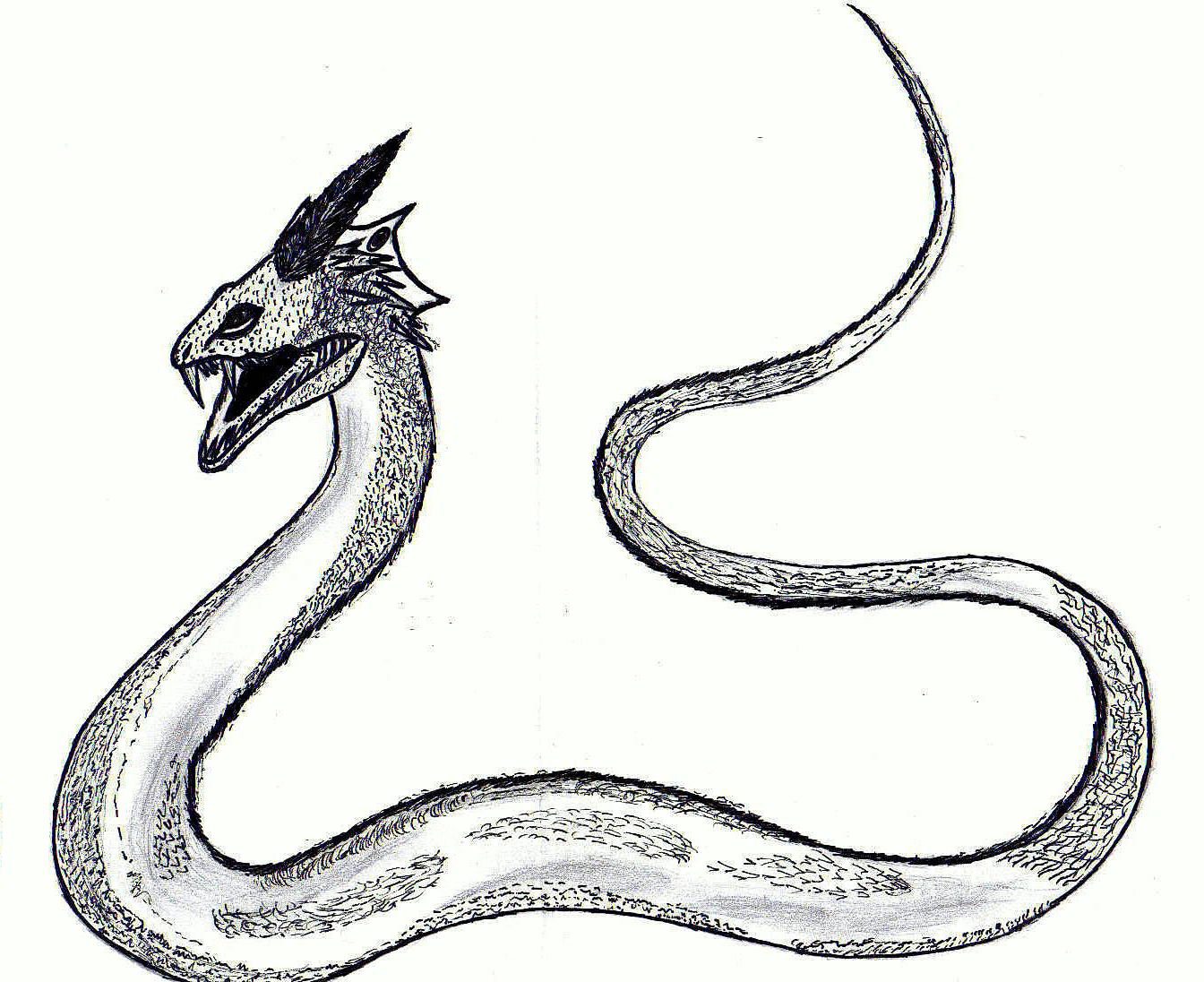
Зображення василіска за Плінієм Старшим

За повір'ями погляд змія був смертельним, а від його дихання гинула трава та «тріскалися скелі». Тому чудовисько можна було вбити, лише показавши йому дзеркало, в якому він бачив віддзеркалення власних смертоносних очей (схожість з античними міфами про горгон). Саме тому в епоху бароко (XVI–XVIII ст.) було відомим зображення василіска, на якому містився напис: «Хто заподіює зло ближньому, того справедливо наздоганяє кара».
Також давньоримський історик Пліній Старший у своїй книзі «Природнича історія» описував цю тварину як звичайного змія, який виділяється лише тим, що на голові у нього знаходилася маленька золота корона. Але той же Пліній лишив міф про те, що одного разу воїн, який убив василіска списом, помер разом зі своїм конем від отрути змія, який дійшов до нього через спис.
З усіх звірів василіск жахався лише півнячого крику, або ж ласки, яку він не міг убити своїм поглядом.
Лишився також міф за яким василіска, якого спеціально для цього помістили у спеціальну скляну посудину, бачив Олександр Македонський.

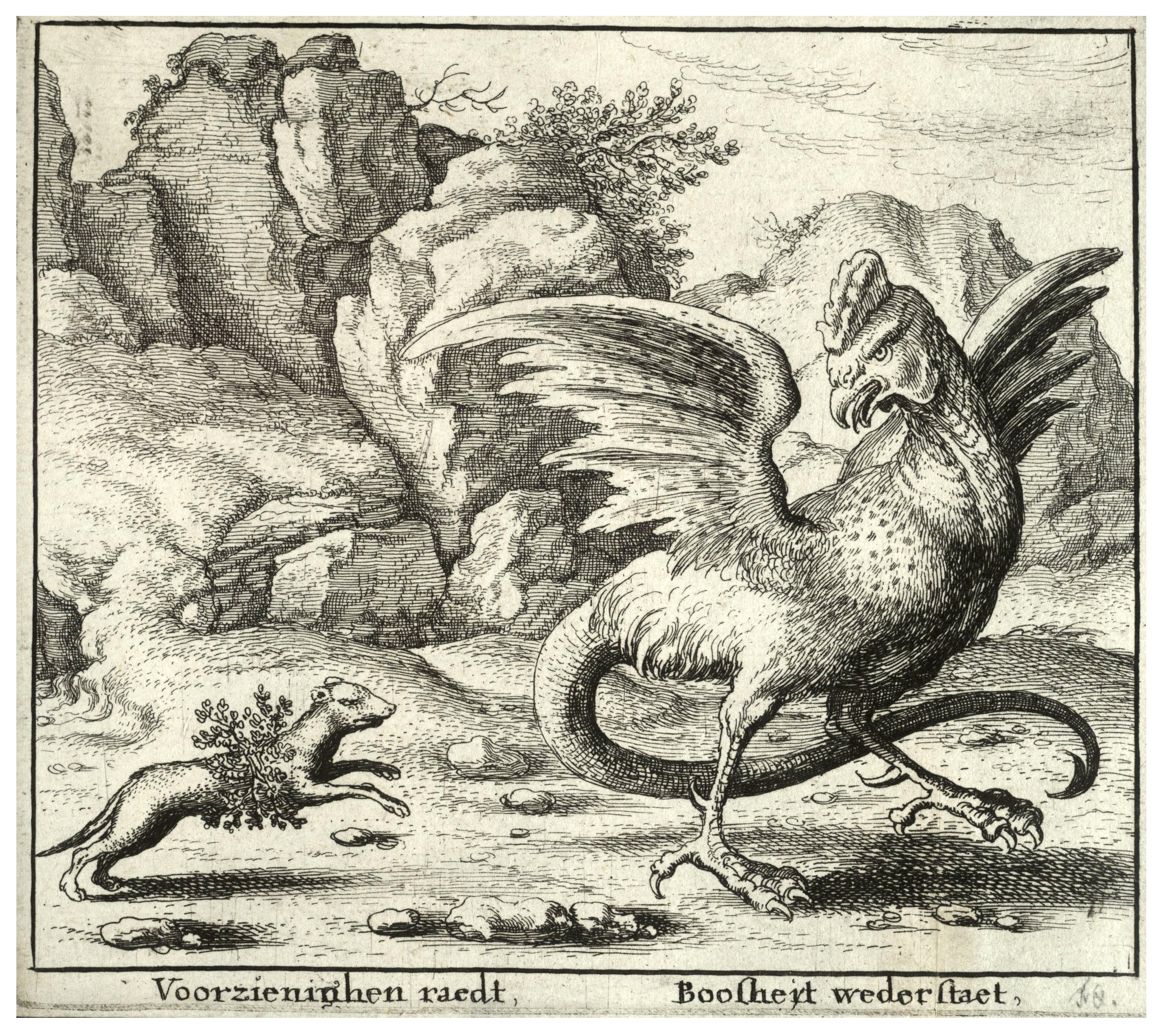
«Поєдинок ласки та василіска» Гравюра Вацлава Холлара

У давньоруських та візантійських сказаннях василіска називали аспідом.
У XIV ст. василіска також називали «кокатрісом» та «базилококом» і навіть на науковому рівні доводилася можливість існування подібної істоти. Подібні теорії проіснували аж до XVI ст., але й надалі багато хто вірив в існування василіска.

## У християнстві
У Біблії василіск згадується як символ зла, жорстокості та підступності. Наприклад, святий пророк Ієремія порівнює халдейських завойовників з василіском; у псалмі 90:13 написано: «… На аспіда і василіска наступиш; потопчеш лева і змія». Саме над цими чотирма перевтіленнями диявола у тваринній подобі одержав перемогу Ісус Христос — про це описується в апокрифічних працях.
Слід додати, що до Біблії василіск потрапив випадково: святий Ієронім Блаженний вільно переклав у книзі Ісаї давньоєврейське слово «змія» («тсефа») як «василіск». Так монстр з'явився в латинському перекладі Священного писання (Вульгаті).
Святий Августин Блаженний вважав василіска демоном і, зокрема, писав: «Як василіск є царем змій, так і чорт є царем демонів». Як василіска порівнювали з Дияволом, так і ласку порівнювали з твариною Христа. Ворогами василіска також були півень і грифон.
Василіск символізував пристрасть до розкоші і зарозумілість (пиху) серед «Семи смертних гріхів». Корона царя зміїв з трьома шипами на кінці зображувала злу інверсію Святої Трійці.
У епоху Середньовіччя заперечення існування василіска вважалося богохульством.

## В архітектурі та геральдиці
На рельєфах багатьох романських соборів зустрічаються зображення василіска, який поглинає людину — як символ покарання грішника та участь, яка на нього чекає після смерті. А в езотеричних ученнях навпаки це символізує перехід людини до вищої ступені розвитку — відречення від матеріального та перехід у духовний світ (ініціація). Саме таке зображення можна зустріти й на гербі міланських герцогів Вісконті.
В Ексетерському соборі василіск зображений на церковних лавках, у Вінздорі — на стінах каплиці святого Георга.
У Мюнхені на центральній площі міста, Марієнплаці, стоїть пам'ятник 1638 року — путто убиває василіска, який символізував у даному випадку шведську окупацію і протестантську єресь (Тридцятилітня війна).
У Польщі з XVI ст. василіска почали зображувати на вивісках тогочасних шинків. Такі зразки збереглися до нашого часу в Старому місті у Варшаві, у Кракові та навіть у Вільнюсі.
Зображення василіска є на гербі німецьких комун Санкт-Йохан, Дракенштайн, австрійської Рід та одним із символів міста Базель (Швейцарія).

## Інше
Середньовічні алхіміки використовували образ василіска як втілення мудрості та водночас символ руйнівного вогню, який перетворював один метал в інший.
У магії та чаклунстві кров василіска за Середньовічним епосом називали кров'ю Сатурна, яка була здатна приносити її власникові щастя та успіх, знищити наврочення, а в медицині її вважали безцінним лікарським засобом.
«Король змій» завжди зображувався на кадуцеї бога Меркурія.
Можливими прототипами василіска вважають єгипетську кобру, шоломоносного (вуалевого) хамелеона та рогату гадюку.
Василіск, як одне з втілень зла, з'являється у другому фантастичному романі Дж. К. Роулінг про Гаррі Поттера — «Гаррі Поттер і таємна кімната» (1998).
У п'єсі Олеся Барліга «Демона викликаю, Тамаро!» василіск представлений мешканцем потойбічного світу до якого потрапляють душі тих, хто здійснив самогубство.